# Annika Estassy Lovén
Annika Marie Estassy Lovén, född Estassy 26 september 1962 i Nice i Frankrike, är en fransk-svensk författare inom feelgoodgenren.

## Biografi
Annika Estassy Lovén föddes i Nice med fransk far och svensk mor och bodde i Senegal och Frankrike tills hon som trettonåring flyttade med familjen till Ljusdal i Hälsingland. Idag bor hon i Cerbère.
Annika Estassy Lovén studerade vid Uppsala universitet (Kulturvetarlinjen 1981-1984) och har gått på Poppius Journalistskola (1987). Hon har arbetat som journalist på tidningen Bergslagsposten (1985) i Ludvika men valde efter flytt till Stockholm och föräldraledighet att lämna journalistyrket.
Hon började att arbeta inom den svenska filmbranschen 1990 och blev kvar till 2006. 1990-1996 var hon anställd som utlandsinformatör på Svenska Filminstitutet. Mellan åren 1996-2006 arbetade hon först som pressansvarig på Sandrews och därefter som programchef och sedermera VD på biografbolaget Sandrew Metronome Sverige AB. Annika Estassy Lovén lämnade filmbranschen efter att Schibsted sålde den svenska biografkedjan till Astoria Cinemas. 
Annika Estassy Lovén var verksamhetschef på Studieförbundet Vuxenskolan i Stockholm. 2006-2018. Hon har även varit ledamot i styrelsen för bokförlaget En bok för alla.

### Författarskap
Estassy började sitt författarskap 2010 då hon anmälde sig till en skrivarkurs. Hon fick flera refuseringar på sin första bok.
2013 debuterade Annika Estassy Lovén under sitt flicknamn Annika Estassy som författare med Solviken (Månpocket), en relationsroman om längtan efter kärlek och bekräftelse. Lars Jonsson på Tidningen Kulturen skrev bland annat att ”Jag tror boken kommer att få många läsare med sin lättillgängliga relationsproblematik i mysiga miljöer.”
Den fristående fortsättningen, Croissants till frukost (Bokfabriken) en berättelse om biologiska klockor som tickar och drömmar på kollisionskurs, kom ut 2014. Emma Kreü på Litteraturmagazinet gav boken 4/5 i betyg och skrev: ”Det är underhållande läsning av hög kvalité som Annika Estassy levererar.”
Croissants till frukost följdes 2016 av den avslutande delen Alla dessa hemligheter (Norstedts), en roman om systerskap och kärlek. Norrtelje Tidnings recensent Ingeborg Ahlander skrev: ”Annika Estassy skriver medryckande och trots eländet finns det ett stråk av glädje och framtidstro.” Dast-Magazines Inger Strandberg uppmärksammade Croissants till frukost och Alla dessa hemligheter i samma recension: ”Estassy förmedlar i de båda handlingarna de ingredienser som ska finnas i en feelgoodroman men med balanserande sorgkanter som gör att det inte blir alltför sockersött. Och det som är eländigt vägs upp av författarens sätt att förmedla glädje och framtidshopp."
Alla dessa hemligheter nominerades till Studieförbundet Vuxenskolans författarpris.
Romanen Gröna fingrar sökes (Norstedts) kom ut 2018 och är en berättelse om svåra situationer men också om kvinnors vänskap och livsavgörande erfarenheter och om en trädgårds läkande kraft. Leyla lämnar Stockholm tillsammans med sin sexårige son efter att hennes man som misshandlat henne. Resmålet är Måneby där hon skall hjälpa svårt sjuka Agnes med hennes koloniträdgård.
Gröna fingrar sökes nominerades till Storytel Award 2018 i kategorin Roman. 
En sång för Hedda från 2019 utspelas också i norrländska Måneby. Romanen handlar om kärlek, befrielse, förlikning och om att ha djärvheten att ändra sitt liv. Medlemmar i familjen Sandell samlas för att fira jul på det familjeägda gästgiveriet. Deras komplicerade relationer till varandra står i centrum för romanen.   
2021 kom Många lögner små som är tredje roman som utspelas i Måneby. Maja får ett vikariat som kyrkogårdsvaktmästare efter att inte riktigt hållit sig till på sanningen om sina erfarenheter av trädgårdsskötsel och att hennes körkorts giltighet. Hon går genast igång med att ordna upp situationen med hjälp av personer i omgivningen som kommunchefens högfärdiga fru och den sympatiske bilskolläraren.       
Annika Estassy Lovén har även skrivit noveller.